# Джонсон, Крис (боксёр)
Кристофер Омар Джонсон (англ. Christopher Omar Johnson, 8 августа 1971, Мандевилл) — канадский боксёр ямайского происхождения, в 1990-е годы выступал за сборную Канады в средних весовых категориях. Бронзовый призёр летних Олимпийских игр в Барселоне, бронзовый призёр чемпионата мира, победитель Панамериканских игр, вице-чемпион Игр Содружества, многократный победитель и призёр национальных первенств. В период 1993—2001 успешно боксировал на профессиональном уровне, обладал чемпионскими поясами по версиям WBF и NABF. Ныне работает тренером, готовит молодых проспектов.

## Биография
Крис Джонсон родился 8 августа 1971 года в городе Мандевилл, Ямайка, но вскоре их многодетная семья эмигрировала в Канаду, в город Китченер. Первых успехов на международной арене Джонсон добился в 1990 году, когда во втором среднем весе одержал победу на Играх Содружества — эта победа помогла ему закрепиться в основном составе национальной сборной, юноша стал ездить на крупнейшие международные турниры. В 1991 году выиграл бронзовую медаль на чемпионате мира в Сиднее и получил серебро на Панамериканских играх в Гаване. Благодаря череде удачных выступлений удостоился права защищать честь страны на летних Олимпийских играх 1992 года в Барселоне, сумел дойти до стадии полуфиналов, выиграв в числе прочих у болгарина Стефана Трендафилова, но затем проиграл американцу, будущему чемпиону мира среди профессионалов Крису Бёрду.
После этих соревнований Джонсон решил попробовать себя на профессиональном уровне, его дебют на этом поприще состоялся в феврале 1993 года — победа техническим нокаутом в третьем раунде. В течение четырёх лет спортсмен выступал без поражений, в июле 1997 года вышел на бой за звание интерконтинентального суперчемпиона по версии WBC против британца Херола Грэхэма, но судья не позволил ему выиграть, остановив поединок в середине восьмого раунда. Позже канадец провёл несколько успешных боёв, выиграл пояса по менее престижным версиям WBF и NABF, вновь поднялся в мировых рейтингах до высоких позиций. В январе 2001 года проиграл американцу Реджи Джонсону, спустя несколько месяцев попытался реабилитироваться в глазах болельщиков в бою против Антонио Тарвера, однако в десятом раунде оказался на настиле ринга — рефери зафиксировал нокаут.
После поражения от Тарвера Джонсон принял решение завершить карьеру профессионального спортсмена и перешёл на тренерскую работу, сейчас в его зале в Торонто тренируются многие перспективные молодые боксёры, в том числе чемпион мира среди юниоров Стив Молитор.